# وريد مستقيمي أوسط
الوريد المستقيمي الأوسط (أو الوريد الباسوري الأوسط) ينشأ في الضفيرة الباسورية ويستقبل روافد من المثانة البولية، والموثة، والحويصلات المنوية.
تسير هذه الأوردة وحشيًا على السطح الحوضي للعضلة رافعة الشرج حتى نهاية الوريد الحرقفي الغائر. الأوردة التي توجد أعلى من الوريد المستقيمي الأوسط الخاصة بالقولون والمستقيم تصرف الدم عن طريق الدوران البابي لتصل إلى الكبد، بينما الأوردة السفلية بما فيها الوريد المستقيمي الأوسط تصرّف الدم عن طريق الدورة الدموية الكبرى، ليرجع الدم إلى القلب ويتجاوز بذلك الكبد.